# Farâh (district)
Pour les articles homonymes, voir Farah.
Farâh est l'un des onze districts de la province de Farâh en Afghanistan.
La ville principale de ce district est la ville de Farâh.
Sa population, qui est composée de 85 % de Pashtouns, de 10 % de Tajiks et de 5 % de diverses minorités ethniques, est estimée à 159 310 habitants en septembre 2004.